# 纳罗瓦尔县

所在位置

纳罗瓦尔县（乌尔都语：‎），巴基斯坦旁遮普省的一个县，位于该省东北部。总面积2,337 km2 (902.3 sq mi)，总人口1,156,097(1998)，人口密度538人/km2 。县治位于纳罗瓦尔市。

## 行政区划
纳罗瓦尔县辖有3个乡。